# مانو موسكيرا
مانو موسكيرا (بالإسبانية: Manu Mosquera)‏ هو لاعب كرة قدم إسباني، ولد في 26 يناير 1999 في لا كورونيا في إسبانيا. لعب مع إكستريمادورا يونيون ديبورتيفا.

## وصلات خارجية
- مانو موسكيرا على موقع قاعدة بيانات كرة القدم.إي يو (الإنجليزية)
- مانو موسكيرا على موقع Soccerway.com (الإنجليزية)